# Austin Motor Company
Austin Motor Company — автомобилестроительная компания, образованная в 1905 году Гербертом Остином в Великобритании и выпускавшая автомобили под маркой «Austin». В качестве независимой компания просуществовала до 1952 года, после чего входила в различные промышленно-коммерческие группы и холдинги. С 2005 года права на использование марки принадлежат китайскому предприятию Nanjing Automobile, которое является частью государственной компании КНР SAIC Motor (Shanghai Automotive Industry Corporation).

## История

### 1905—1919 годы

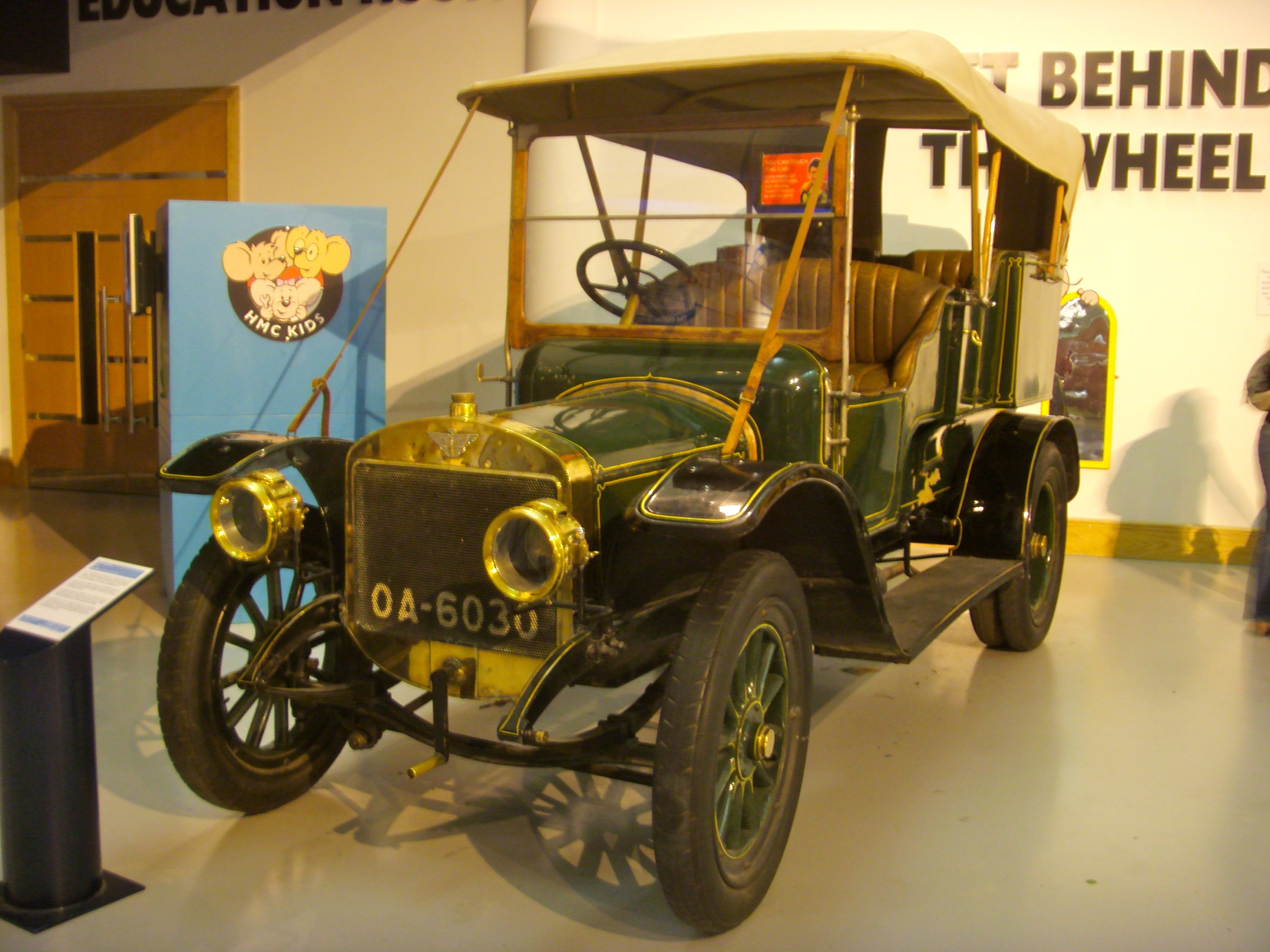
Самый старый из сохранившихся автомобилей Остин 30 HP 1907 года

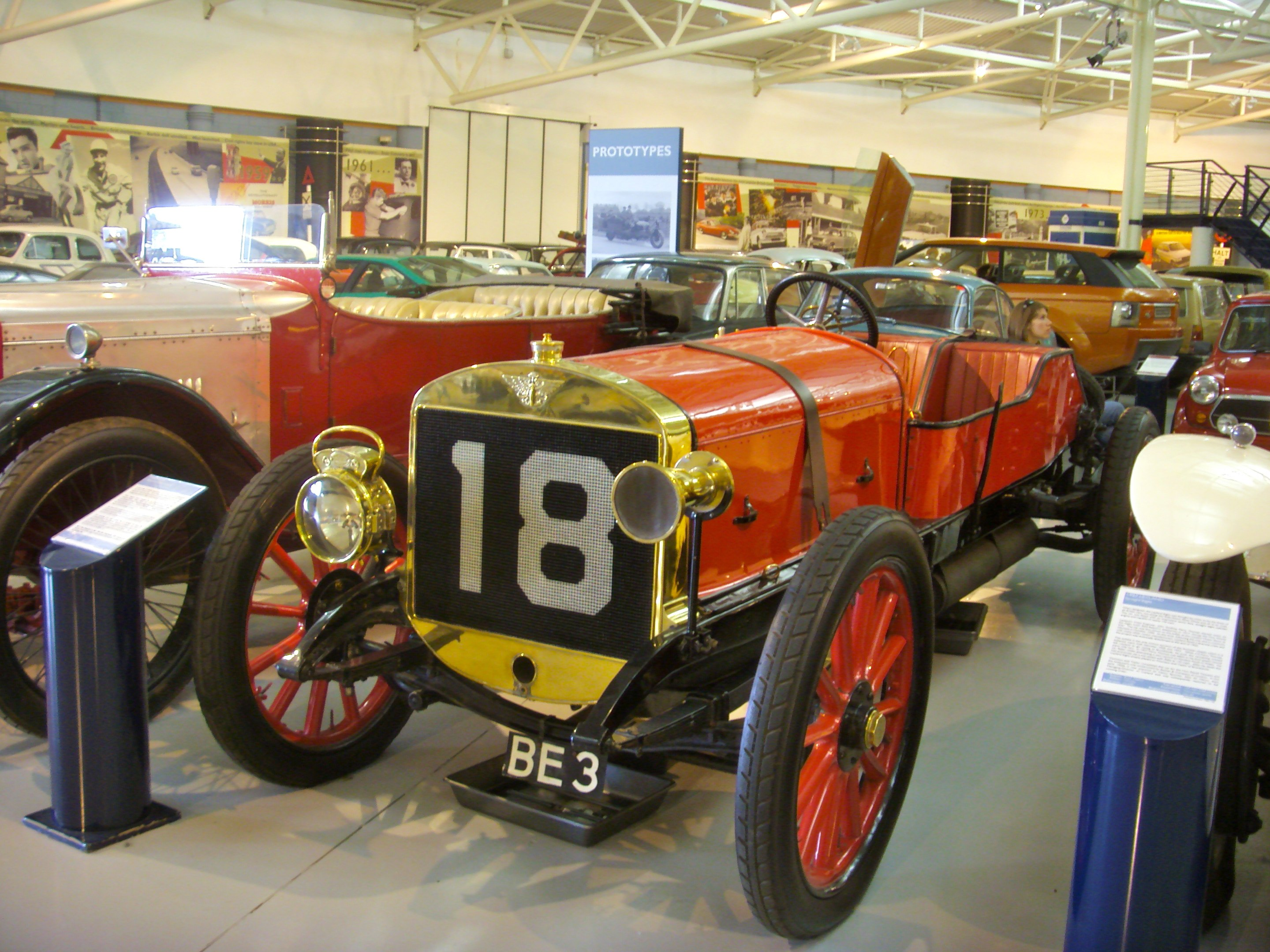
Гоночный Остин 100 ph 1908 года

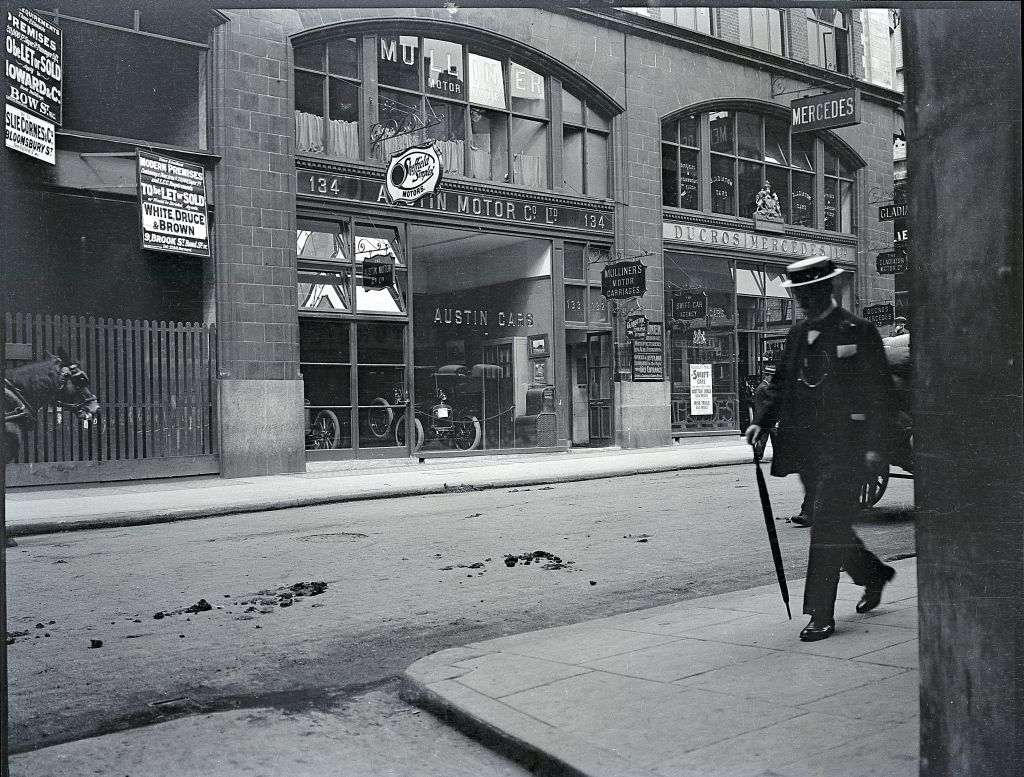
Салон Austin Motors, улица Лонг Акр, Лондон, около 1910 года

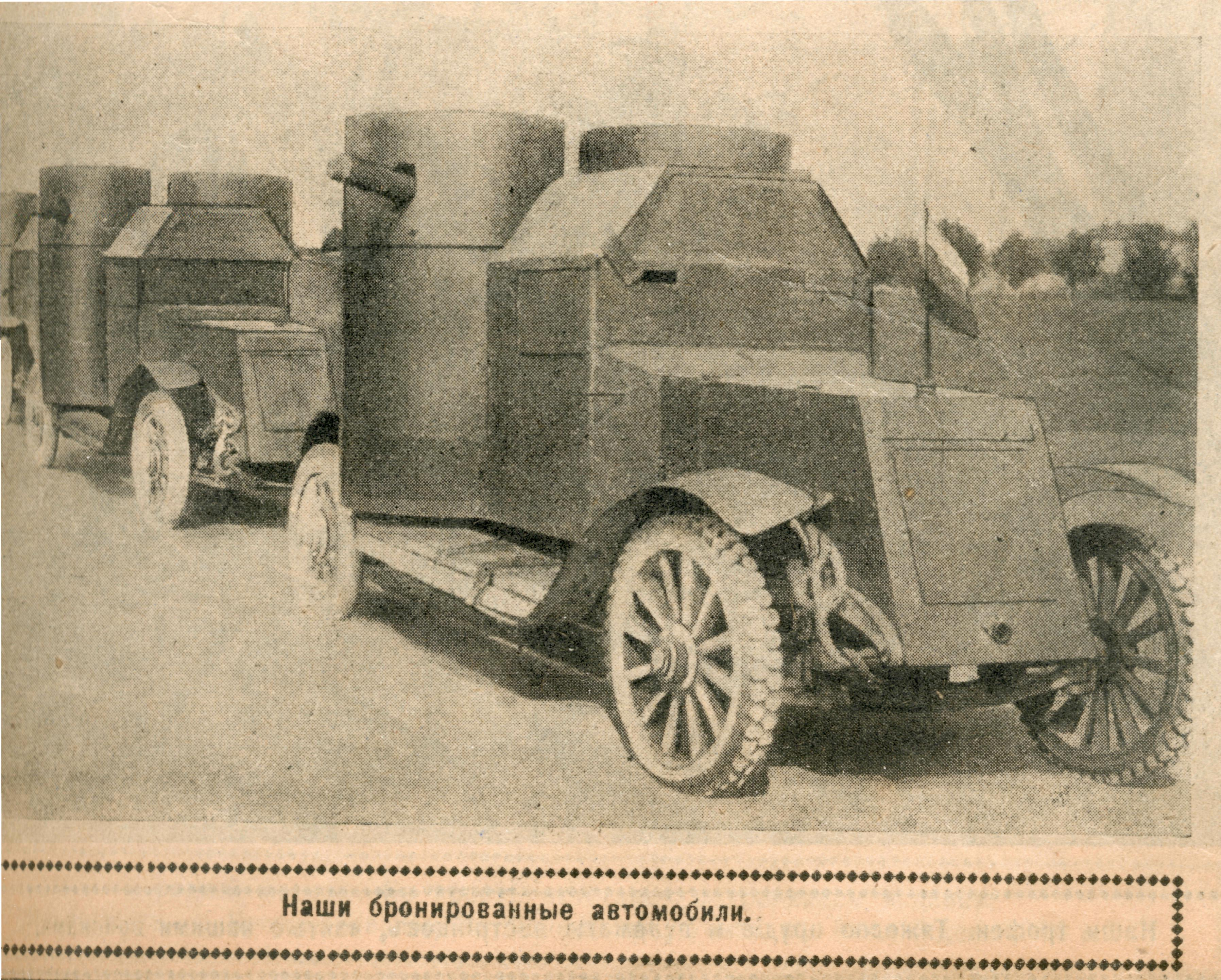
Бронеавтомобили Остин Русской Императорской армии, 1916 год

Британский инженер Герберт Остин (1866—1941), собравший свои первые самодвижущиеся экипажи ещё в конце XIX века, в 1905 году открыл собственное производство автомобилей на заёмные средства — 7750 фунтов стерлингов (на 2010 год — ≈650 000 фунтов стерлингов при пересчёте по индексу розничных цен или ≈2 610 000 фунтов стерлингов при пересчёте по средней заработной плате). На эти средства он купил помещение бывшей типографии в районе Лонгбридж, Бирмингем в графстве Уэст-Мидлендс (регион Западный Мидленд). Тогда же было зарегистрировано предприятие The Austin Motor Company Limited. Первый промышленный образец автомобиля конструировали дома у Остина совместно с Хэнкоком, ставшим впоследствии главным конструктором компании и остававшимся в этой должности до смерти Остина. Первый автомобиль Austin 18/24HP Endcliffe был выпущен весной 1906 года с пятилитровым четырёхцилиндровым двигателем (имевшим попарно отлитые чугунные цилиндры и Т-образную головку), конусным сцеплением и цепной главной передачей. Позже к продаже было предложено две модификации: с двигателями 15-20 и 25-30 лошадиных сил.
В 1906 году предприятию потребовались инвестиции, и около 50 % капитала было продано Уильяму Харви дю Кросу, при этом Герберт Остин сохранил за собой пост председателя правления и главного управляющего компании.
Автомобили Austin Motor Company принадлежали к высшему, наиболее престижному классу. Среди клиентов были великие русские князья, епископы Ватикана, высшие должностные лица Испании и знать Великобритании. Кроме пассажирских автомобилей, лимузинов, купе, к 1914 году компания предлагала автомобили скорой помощи и коммерческие грузо-пассажирские модификации с мощностью двигателя от 15 до 60 лошадиных сил. Основные экономические показатели компании начала века выглядели следующим образом:
|                  | 1906 | 1907 | 1908  | 1909  | 1910  | 1911  | 1912  | 1913  |
| Выручка (тыс. £) | 14,7 | 84,9 | 119,7 | 169,8 | 209,0 | 276,2 | 354,2 | 425,6 |
| Автомобили (шт.) | 31   | 180  | 218   |       |       |       | 1107  | 1500  |
| Персонал (чел.)  |      | 270  |       |       |       |       |       | 2300  |

В 1914 году Austin Motor становится публичной компанией. С началом Первой мировой войны её обороты увеличиваются многократно. Она исполняет государственные поставки самолётов, пушек, грузовиков, санитарных машин, прожекторных установок. Отдельно необходимо назвать заказ Русской Императорской армии на бронеавтомобили Остин. В сентябре 1914 года было заказано 48 машин, которые имели вертикальное и горизонтальное бронирование, две независимых вращающихся башни с пулемётами, пулестойкие шины, заполненные специальным составом. Первый боевой опыт выявил недостатки в трансмиссии автомобилей и слабую броневую защиту. Броневики были подвергнуты переработке на Путиловском заводе Петрограда, а позже туда из Великобритании было полностью перенесено их производство. К 1917 году на вооружении русской армии стояло около 400 бронемашин, половина из них была российского производства. Численность работников на предприятии увеличилась до 22 000 человек. Всего за годы войны на Austin Motor Cars Co., Ltd. было произведено 2000 автомобилей различного назначения, 2000 самолётов, 6,5 миллиона снарядов.

### 1919—1939 годы
Высокий потенциал, достигнутый в военные годы, после заключения мира оказался невостребованным. Компания начала нести финансовые потери, так как спрос на гражданскую продукцию не обеспечивал загрузки даже половины имеющихся мощностей. В 1921 году на предприятии было введено внешнее управление, но после финансовой реструктуризации оно продолжило свою работу. Герберт Остин сохранил за собой пост председателя правления, но оперативное управление осуществлялось уже коллегиально, специально установленным комитетом. Он включал в себя Остина, финансового директора Эрнеста Пэйтона и производственного директора Карла Энгельбаха. Этот триумвират управлял компанией до 1939 года.

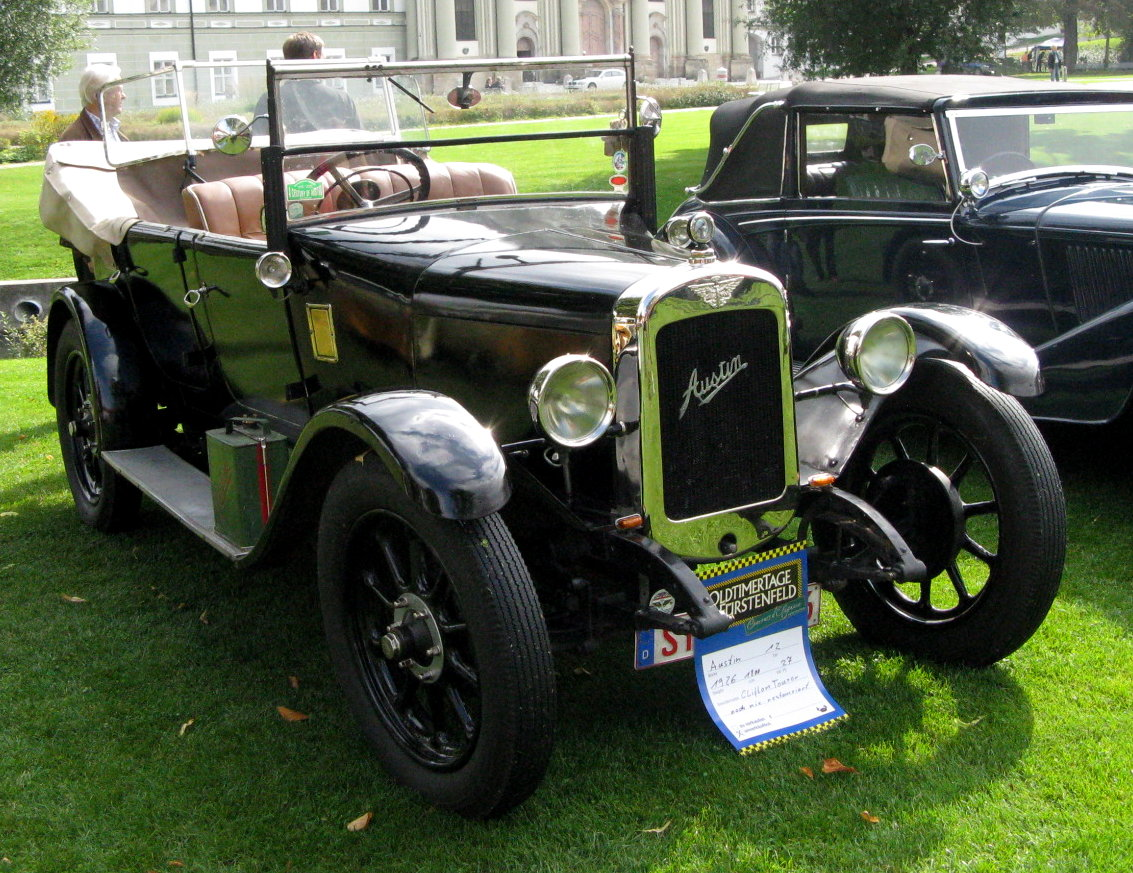
Austin 12 1926 года

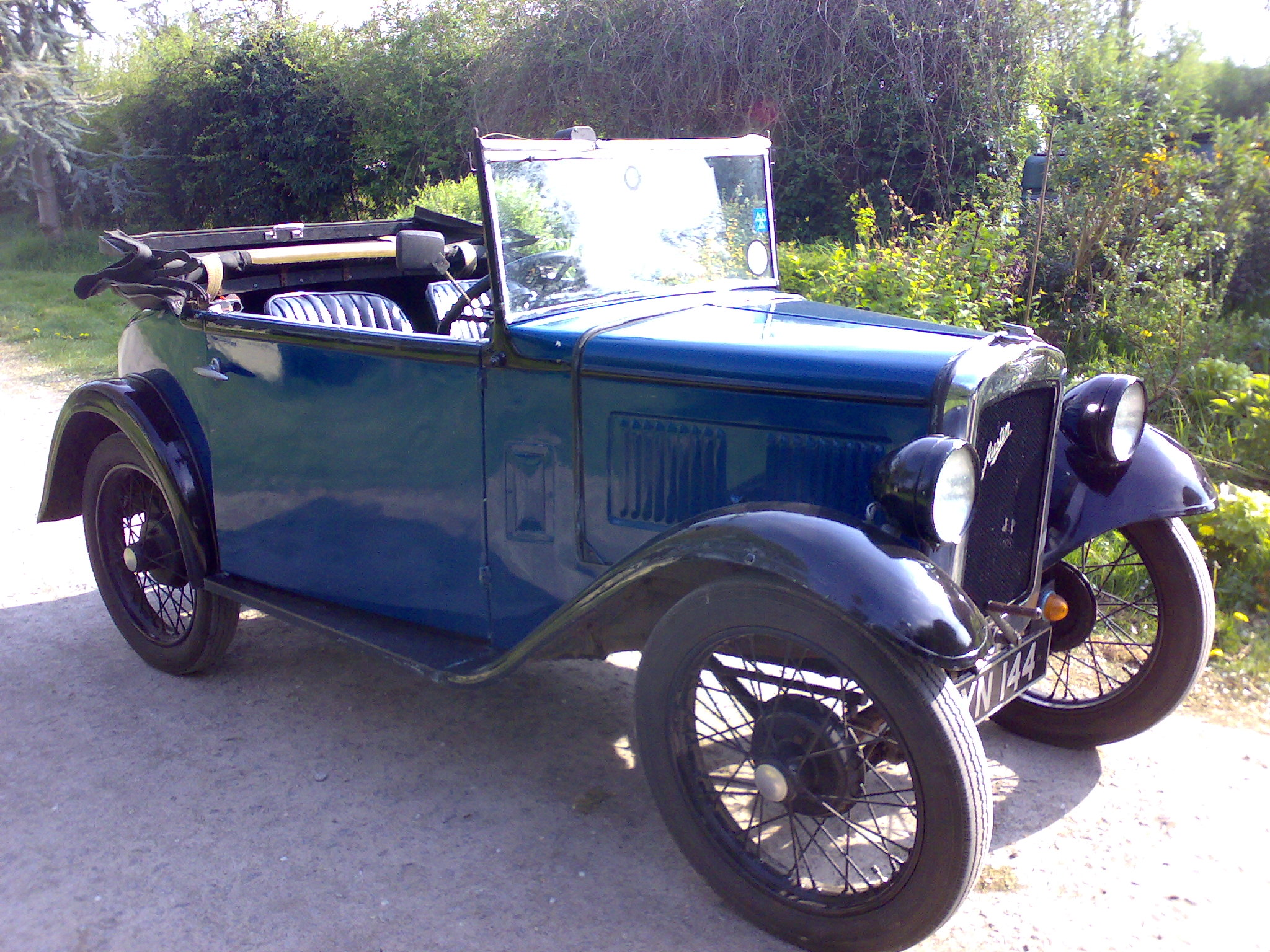
Austin 7 (двухместный) 1934 года

Начало 1920-х годов стало для Austin Motor Cars временем важных стратегических решений. Запросы высшего общества не обеспечивали прибыльность предприятию. Было принято решение начать выпуск недорогих малолитражных автомобилей. Первым в этом классе стал Austin 12 с объёмом двигателя 1,6 литра, выпускавшийся с 1921 по 1939 год. В 1922 году был выпущен ещё один представитель этого класса, который надолго стал символом марки, — Austin 7, объём двигателя у которого не превышал 800 см³. Его успех заключался не только в удачных конструктивных решениях, но и в показателях, которые современные экономисты называют стоимостью владения. Высокий рыночный спрос на эту модель обеспечил налоговый кодекс Великобритании. Например, в 1930 году каждый автомобиль облагался налогом от объёма двигателя, который составлял £ 0,5 за кубический дюйм. Владелец Austin 7 в Англии должен был заплатить ежегодно налог в три раза меньший, чем владелец Ford Model T. Аналогичное законодательство было в континентальной Европе и многих странах мира. Поэтому Austin 7 производили по лицензии: недавно образованный немецкий концерн BMW под названием BMW Dixi, японская компания Datsun (ныне — одна из торговых марок Nissan), Франция на заводах Люсьена Росенгарта, США под торговой маркой Bantam. К концу 1920-х годов Austin Motor Company стал самым большим производителем автомобилей в Европе. Производство экономичной малолитражки позволило компании оставаться прибыльной даже в годы Великой депрессии.

### 1939—1952 годы

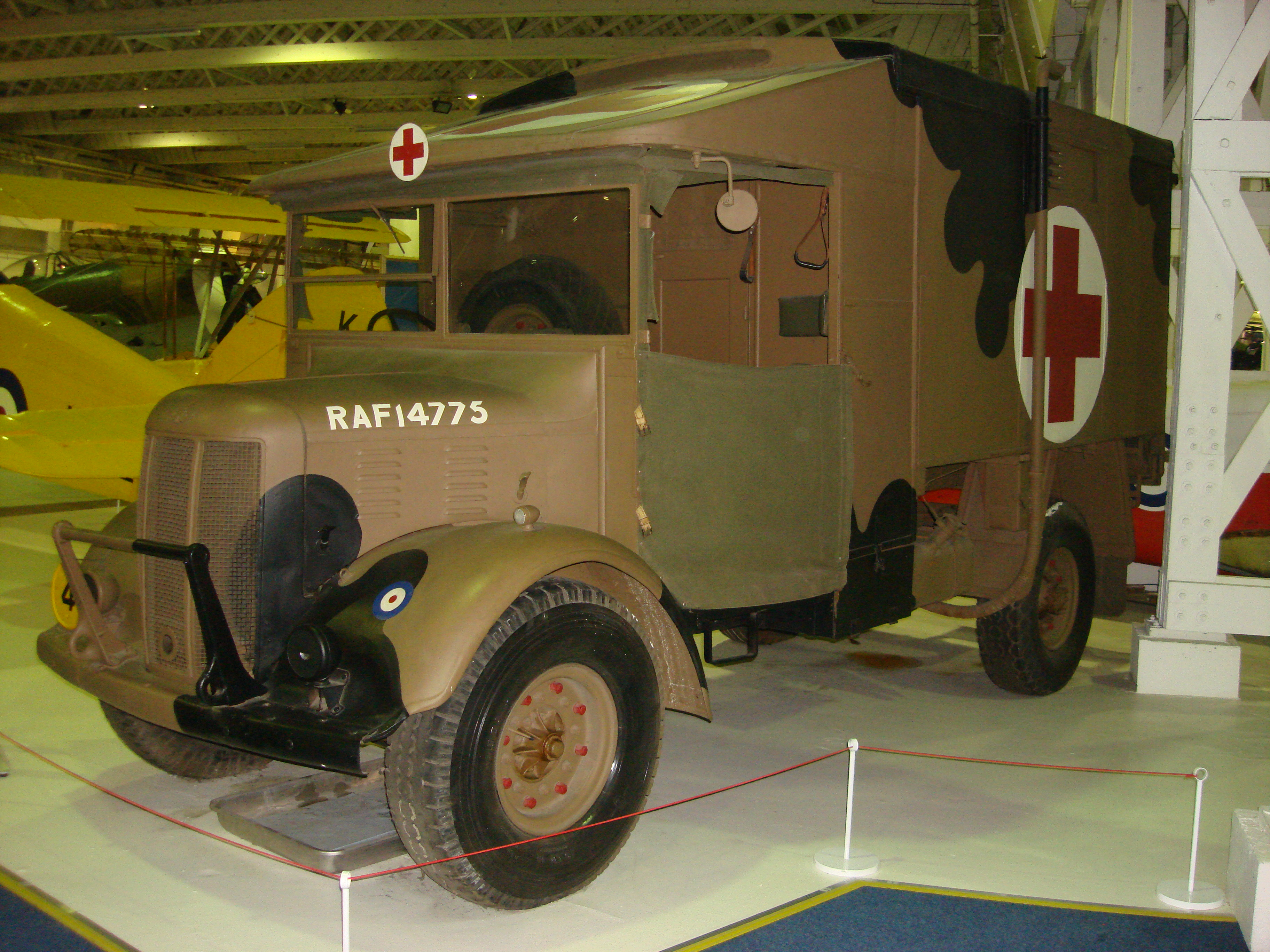
Austin K2. Санитарный автомобиль.

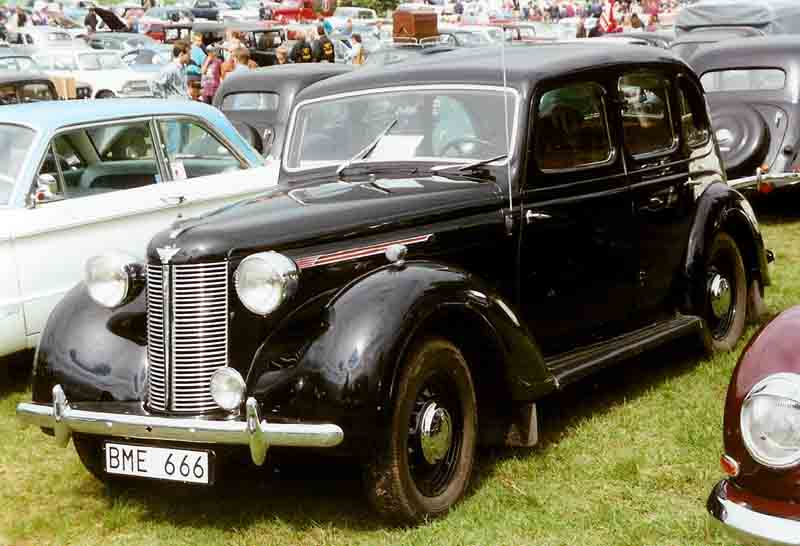
Austin 16 HP 1946 года.

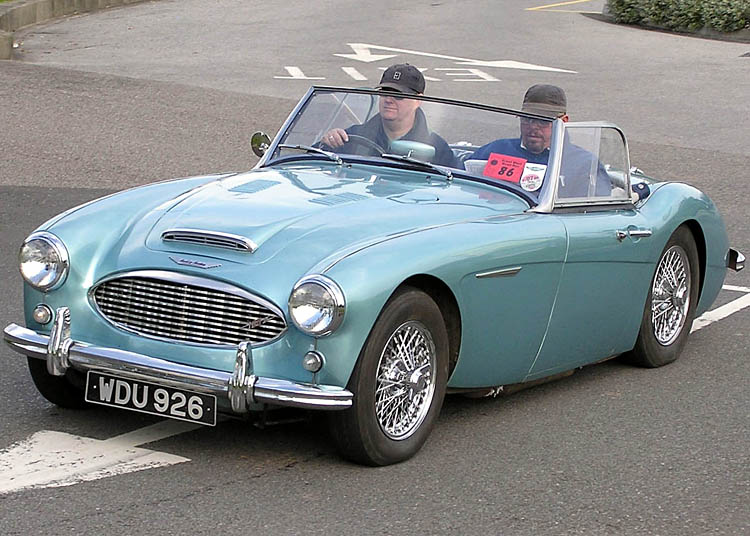
Austin-Healey 100-6 1958 года.

В 1941 году Герберт Остин скончался, место председателя правления занял финансовый директор Эрнест Пэйтон, а в 1946 году его заменил Леонард Лорд. Во время Второй мировой войны компания продолжает выпускать легковые машины, а также грузовики различного назначения, самолеты, в том числе бомбардировщики Авро 683 Ланкастер.
Послевоенный модельный ряд был объявлен уже в 1944 году. Ассортимент, в основном, не сменился, но был расширен за счёт выпуска Austin 16 HP, который впервые в Austin Motor Company был оснащён двигателем с верхним расположением клапанов. Знаменательным является появление в 1948 году автомобиля Austin FX3, а спустя несколько лет его модификации — Austin FX4. Именно этот лондонский кэб является самым узнаваемым таксомотором в мире. Его выпуск продолжался до 1997 года и составил около 75 000 экземпляров.

### 1952—1958 годы
В этот период компанию ожидали большие перемены. В 1952 году Леонард Лорд, служивший в 1932—1936 годах руководителем автомобилестроительной фирмы Morris Motors, воплотил идею объединения с этой компанией. Был образован холдинг British Motor Corporation, где Austin Motor Company, благодаря Лорду, был доминирующим партнёром.
В этом же году компания заключила сделку с автомобильным инженером и дизайнером Дональдом Хили и приступила к выпуску спортивных автомобилей Austin-Healey. В различные периоды выпускались следующие модификации: Austin-Healey 100 (число 100 — от возможности автомобиля развивать скорость до 100 миль в час; 1953—1956); Austin-Healey 100-6 (6 — от добавленного шестицилиндрового двигателя; 1956—1959); Austin-Healey 3000 (2912 — рабочий объём двигателя в см³; 1959—1967); Austin-Healey Sprite (недорогая версия спортивного автомобиля; 1959—1971).

### 1958—1969 годы
Произошедший незадолго до этого периода Суэцкий кризис и появившаяся угроза перебоев поставки нефти, вновь поставили вопрос о востребованности сверх экономного автомобиля. В 1959 году инженер и дизайнер Алек Иссигонис, нанятый на несколько лет ранее Лордом, представляет новую будущую легенду марки Остин — Mini.

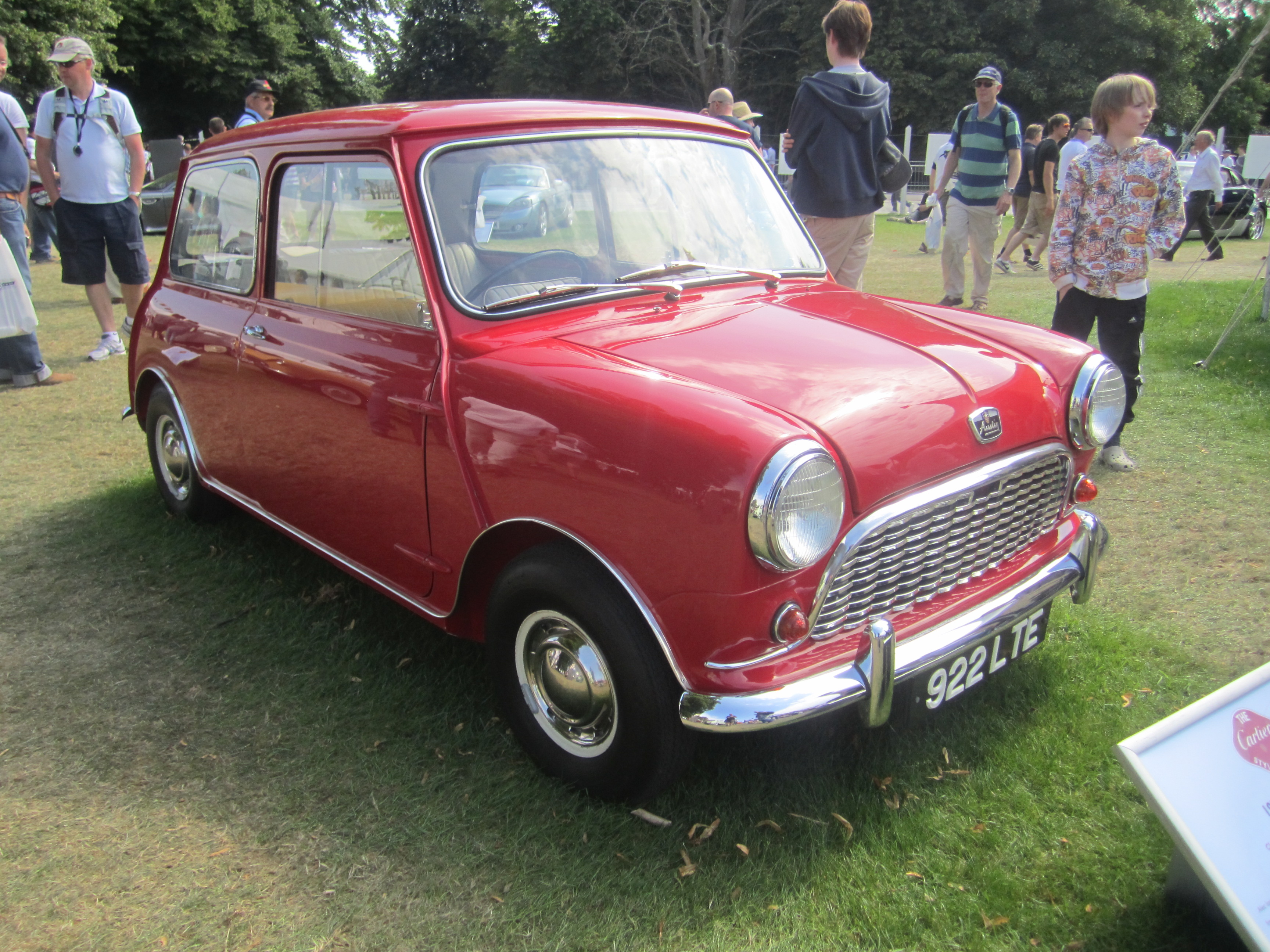
Austin Mini 1959 года.

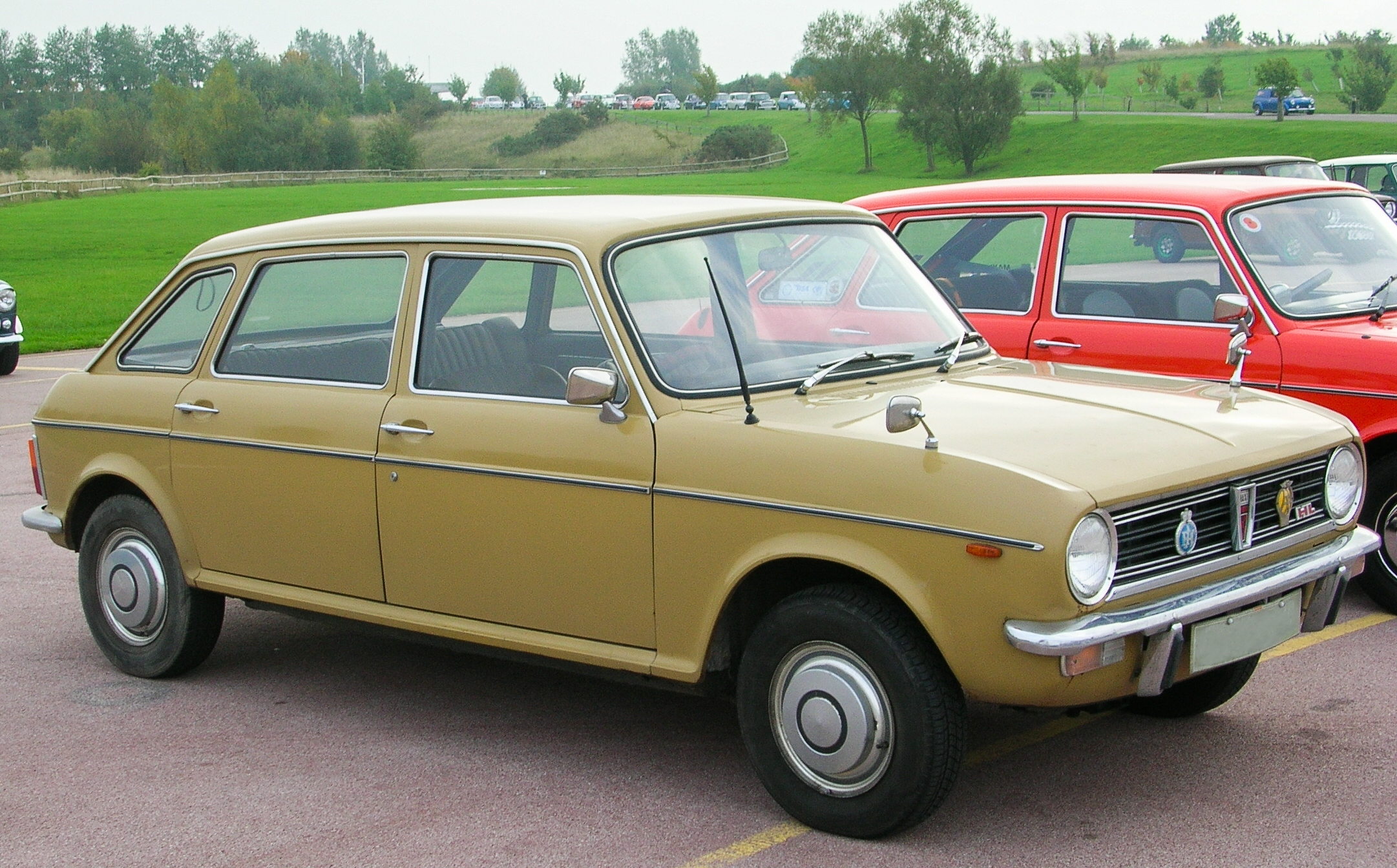
Austin Maxi 1972 года.

На этом переднеприводном автомобиле впервые четырёхцилиндровый рядный двигатель водяного охлаждения был поперечно установлен на переднем свесе. Автомобили, производимые в подразделении Austin Motor Company, назывались Austin 7 или просто Seven «в память» об успешной довоенной модели. Morris Motors называла свою малолитражку Morris Mini-Minor. Для предотвращения взаимного противостояния в одном и том же сегменте руководство холдинга ВМС приняло решение о едином именовании автомобиля — Mini.
Поиски новых технических решений, переход к поперечной компоновке двигателя и использование переднего привода происходили и в противоположном классе — классе больших представительских автомобилей. Так в 1962 году появились Austin 1100 и Austin 1300 (семейство BMC ADO16), в 1964 — Austin 1800 и Austin 2200 (семейство BMC ADO17), в 1969 — Austin Maxi).
Система управления British Motor Corporation, в особенности контроль над издержками производства, оставляли желать лучшего. Несмотря на рост производства, холдинг начал терять свои позиции лидера, что в 1966 году привело к объединению с Jaguar в «British Motor Holdings» (BMH), а в 1968 году — к слиянию с Leyland Motor Corporation в British Leyland Motor Corporation.

### После 1970 года

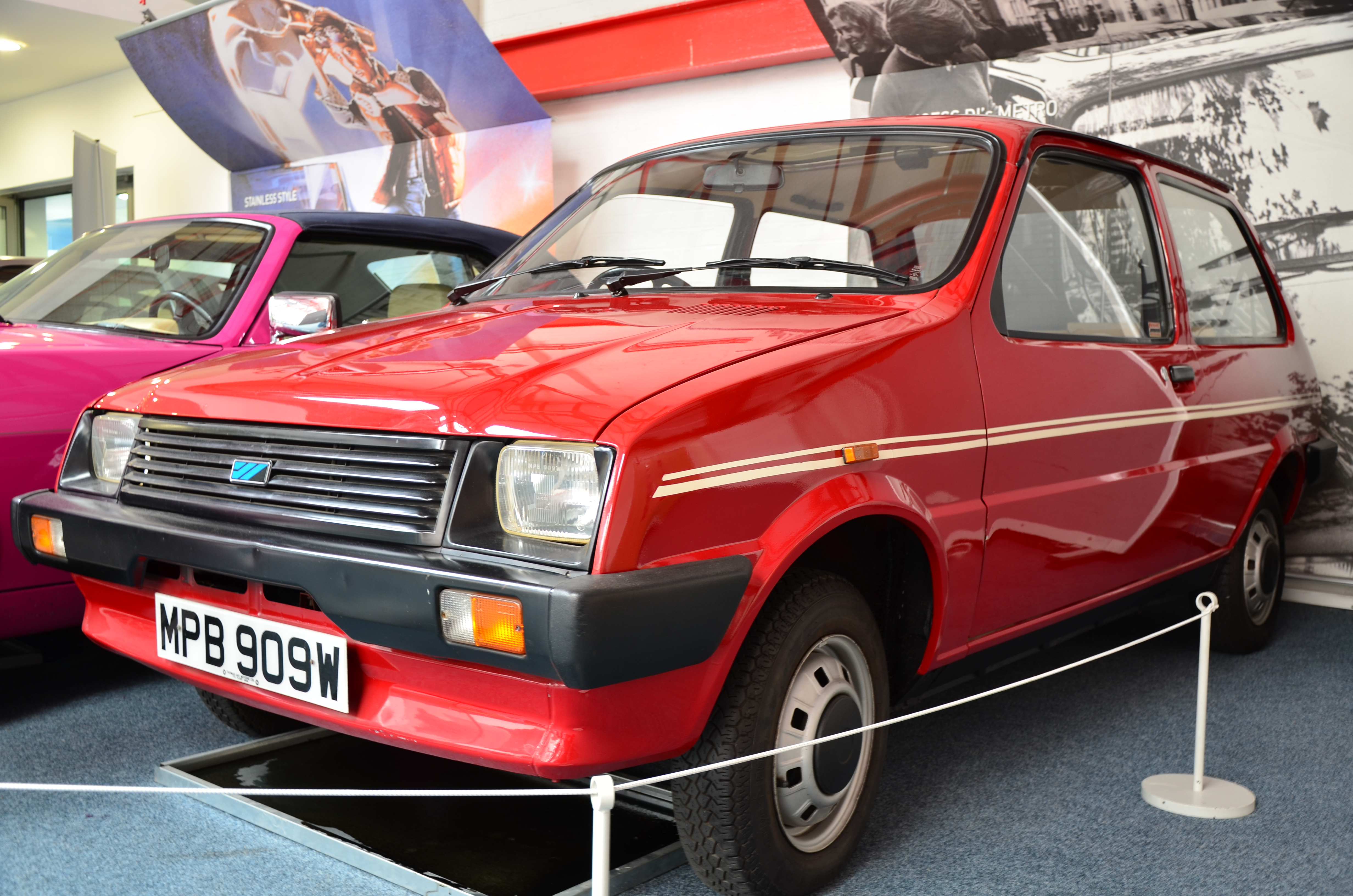
Austin Metro 1980 года. Этот автомобиль принадлежал Диане Спенсер, будущей принцессе Уэльской.

Марка Austin постепенно теряется в череде слияний и поглощений. Её владельцем по-прежнему остаётся British Leyland Motor Corporation. Такие внешние и внутренние факторы, как слабая маркетинговая политика, регулярные конфликты с профсоюзом, нефтяной кризис 1973 года, введение трёхдневной рабочей недели, высокий уровень инфляции привели корпорацию на грань банкротства. В 1975 году она проходит процедуру частичной национализации.

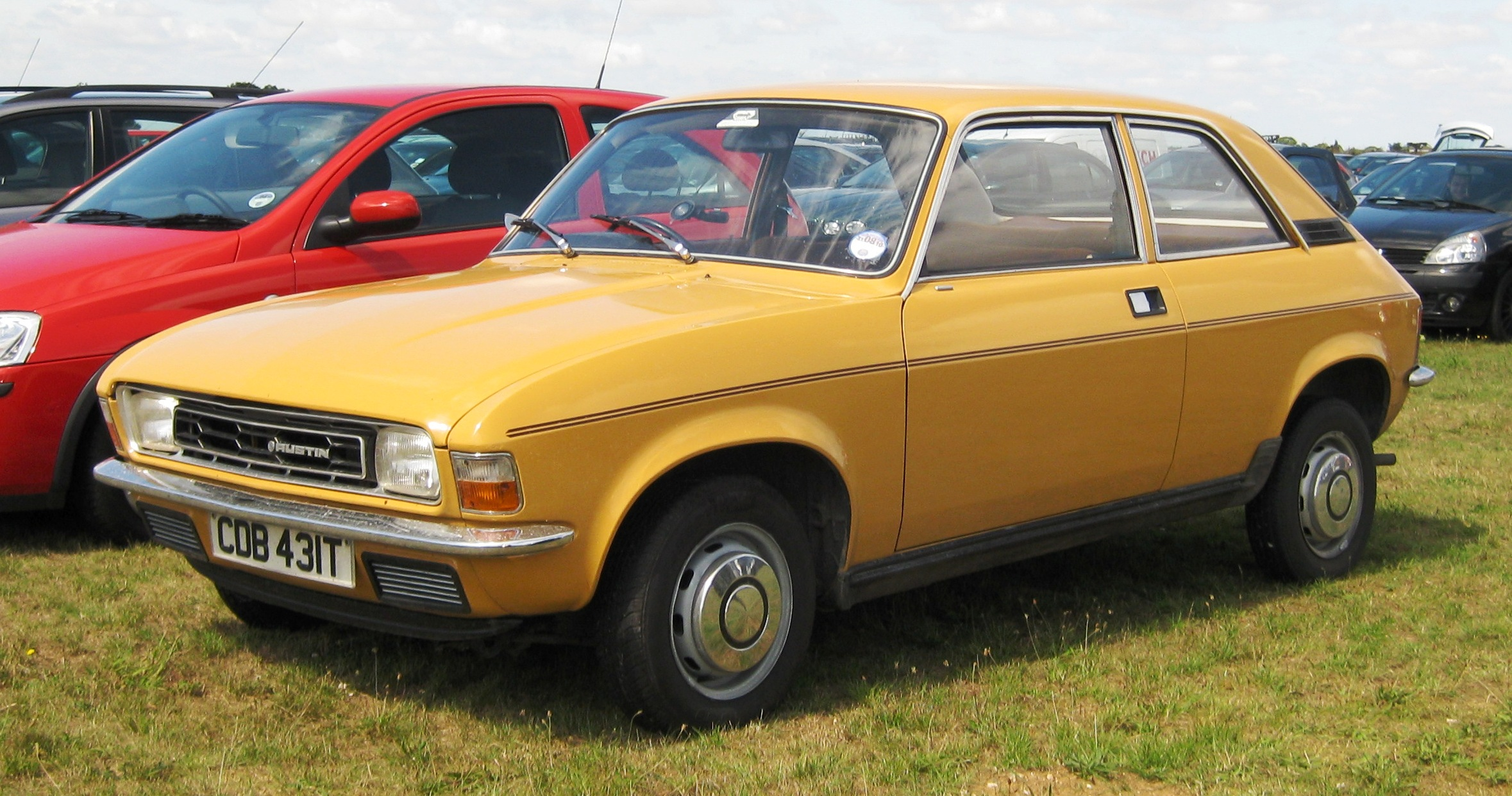
Austin Allegro 1979 года.

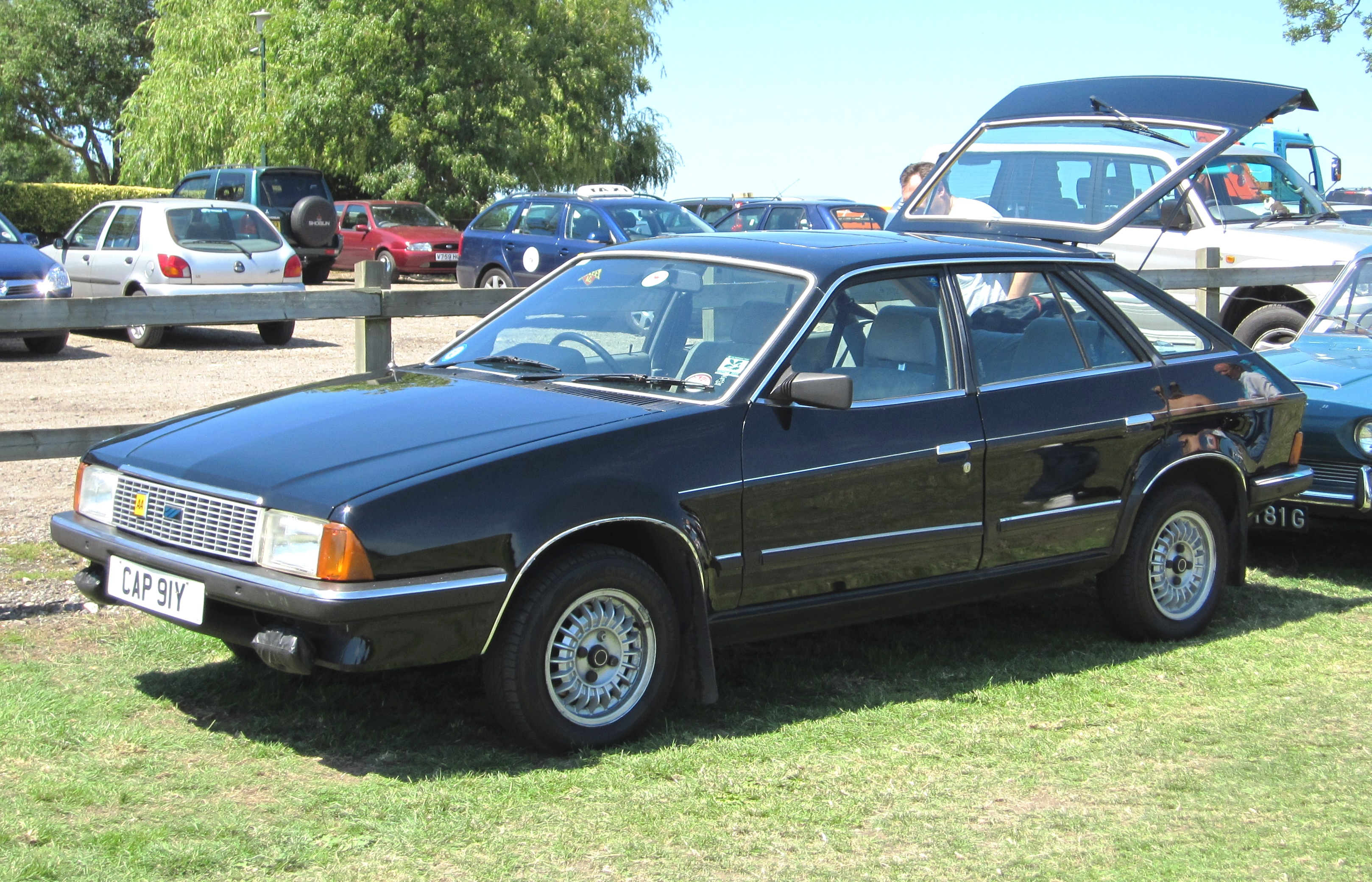
Austin Ambassador.

Наиболее актуальными моделями 1970-х годов являются Austin Allegro, Austin Princess и Austin Ambassador. Первую много критикуют за сомнительное качество сборки, посредственную надежность и склонность к коррозии кузова. В 2008 году по результатам опроса общественного мнения эта модель была признана британцами «самым плохим автомобилем за всю историю индустрии». Austin Princess получила бо́льшее признание за практичную форму, просторный салон, плавность хода и управляемость, но качество сборки продолжало вызывать нарекания. Именно эта модель была к концу 1970-х годов доработана и получила название Austin Ambassador.
Очередная попытка спасения марки была предпринята в 1980 году, когда в производство был запущен Austin Metro. Автомобиль воплотил лучший опыт создания экономичных малолитражек и уже к следующему году достиг уровня продаж в 180 000 единиц в год. Он успешно конкурировал с американским Ford Fiesta или французским Renault 5.
В 1982 году компания была переименована в Austin Rover Group, где заводы Austin выпускали «бюджетные» автомобили, а Rover — более престижные модели. В марте 1983 году был выпущен новый Austin Maestro, просторный пятидверный хетчбэк, который заменил устаревшие Allegro и Maxi. Автомобиль был популярен в первые годы его производства. Однако ситуацию в целом это не спасло. В 1986 году марка стала частью Rover Group (впоследствии MG Rover Group), под контролем британского правительства. В 1987 году значок Austin перестал использоваться. Автомобили на заводе продолжали производить, но они стали «маркой без марки»: на капоте размещался логотип Rover, но без слова «Rover». В 1988 году корпорацию продали автомобилестроительному подразделению British Aerospace. Последний автомобиль Austin сошел с конвейера в 1989 году, им стал в дальнейшем легендарный кабриолет Austin Rover, который был переименован в MG F.

## Права на торговую марку и производственные площади
В 1994 году British Aerospace продал Rover Group и все сопутствующие права концерну BMW. В 2000 году из-за постоянных убытков BMW продал подразделение Land Rover американской компании Ford, производственные площади Mini перевёл в отдельное, вновь образованное дочернее общество, а из оставшихся подразделений сформировал предприятие MG Rover Group, которое среди прочих обладало правами на использование торговой марки Austin и ряда других. В мае 2000 года MG Rover Group было продано за символические £10 (с обязательствами гасить существовавшую кредиторскую задолженность в объёме не менее £ 400 млн.) неизвестному до тех пор консорциуму Phoenix. После пятилетних безуспешных попыток «реанимировать» некогда популярные бренды Phoenix Consortium 8 апреля 2005 года выставил компанию на торги. В результате непростых переговоров и заключённого договора права на MG Rover Group (и, соответственно, на использование марки Austin) перешли Nanjing Automobile Group, которая сама с 2007 года является подразделением китайской государственной компании Shanghai Automotive Industry Corporation (SAIC). Оставшиеся производственные мощности в Лонгбридже имели потенциал для использования труда не более чем 1000 работников. Более половины территории завода к 2010 году уже продана разным владельцам, земельные участки готовятся для жилищного строительства (1450 домов) и коммерческого использования (около 10 000 рабочих мест). С 2008 года Nanjing Automobile вновь задействовала около 25 % производственных площадей завода в Лонгбридже и 180 работников для сборки обновлённой версии родстера MG TF. Однако уже в 2009 году производство было прекращено из-за отсутствия спроса и начинающейся рецессии 2008—2012 годов. В апреле 2011 представителями компании было заявлено о возобновлении производства на заводе в Лонгбридже новой модели — MG 6.

## Интересные факты
- По неизвестной причине руководство компании в 1950-е годы называло свою штаб-квартиру «Кремлём»[3].
- Несмотря на все юридические коллизии, адрес завода за 100 лет не поменялся: Austin Motor Company, P.O.Box 41, Longbridge, Birmigham[3]